# ملعب باكايمبو

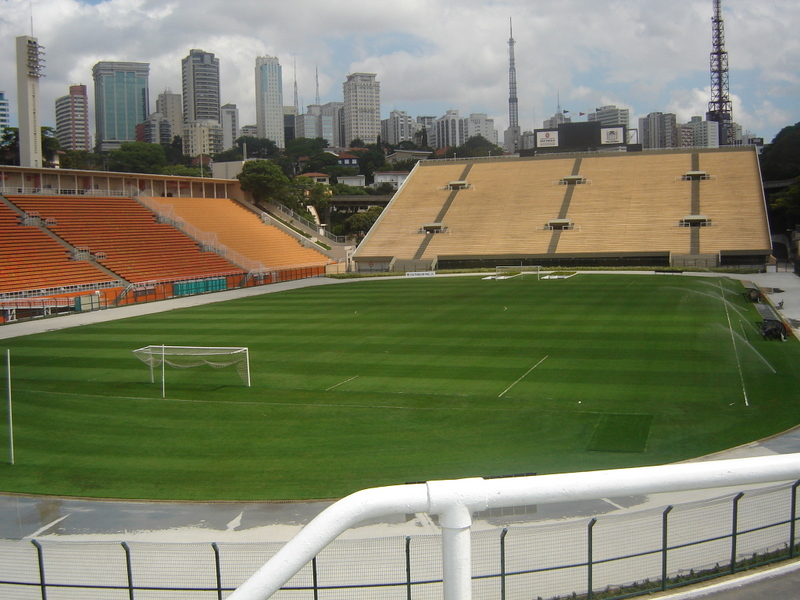

ملعب باكايمبو هو ملعب كرة قدم في ساو باولو. الاسم الرسمي للملعب هو ملعب باولو ماشادو دي كارفالهو البلدي وهو مملوك من قبل بلدية ولاية ساو باولو. أفتتح الملعب يوم 27 أبريل 1940. ويتسع لجلوس 37,952 شخص. تم تسميى الملعب تيمناً بباولو ماشادو دي كارفالهو الذي كان رئيس الوفد البرازيلي لكأس العالم لكرة القدم 1958. تم تجديد الملعب في عام 2007 وقد وسع مرتين في تاريخه عامي 1958 و1970.

## كأس العالم لكرة القدم 1958
أقيم على ملعب باكايمبو بعض مباريات كأس العالم لكرة القدم 1958 وقد كانوا:
| موعد       | وقت   | فريق #1    | نتيجة | فريق #2  | الدور        | المتفرجون |
| ---------- | ----- | ---------- | ----- | -------- | ------------ | --------- |
| 1950-06-25 | 15.00 | السويد     | 3–2   | إيطاليا  | المجموعة 3   | ~50,000   |
| 1950-06-28 | 15.00 | البرازيل   | 2–2   | سويسرا   | المجموعة 1   | ~42,000   |
| 1950-07-02 | 15.00 | إيطاليا    | 2–0   | باراغواي | المجموعة 3   | ~26,000   |
| 1950-07-09 | 15.00 | الأوروغواي | 2–2   | إسبانيا  | الدور الثاني | ~44,000   |
| 1950-07-13 | 15.00 | الأوروغواي | 3–2   | السويد   | الدور الثاني | ~8,000    |
| 1950-07-16 | 15.00 | السويد     | 3–1   | إسبانيا  | الدور الثاني | ~11,000   |